# Gimnastična zveza Slovenije
Gimnastična zveza Slovenije (kratica GZS) je krovna športna organizacija na področju gimnastičnih panog v Sloveniji. Gimnastična zveza Slovenije je nastala 16. decembra 1962. Gimnastična zveza Slovenije je članica Mednarodne gimnastične zveze (International Gymnastics Federation), Evropske gimnastične zveze (European Gymnastics) in Olimpijskega komiteja Slovenije - združenja športnih zvez. 
Pod okriljem Gimnastične zveze Slovenije se izvajajo sledeče panoge:
- športna gimnastika, ki se deli na moško športno gimnastiko in žensko športno gimnastiko,
- ritmična gimnastika,
- velika prožna ponjava.

Trenutni predsednik je Damjan Kralj. Prvi mandat je nastopil 1. januarja 2018, drugega pa 1. januarja 2022.

## Projekti Gimnastične zveze Slovenije
Gimnastična zveza Slovenije je organizator tekme FIG svetovnega izziva v športni gimnastiki. V letu 2024 je v Kopru potekala 18. zaporedna izvedba tekmovanja.